# 比奥莱塔·帕拉
比奥莱塔·德尔·卡门·帕拉·桑多瓦尔（西班牙語：Violeta del Carmen Parra Sandoval；1917年10月4日—1967年2月5日）是智利的一个作曲家、创作歌手、民俗学家、民族音乐学家和视觉艺术家。她是“智利新歌”运动的开创者之一，这场运动推动智利民间音乐的复兴与再创造，其影响也延伸至智利以外的地区。她是智利共产党成员。死于开枪自杀。
她的出生日期（10月4日）被定为“智利音乐家日”。2011年，安德烈斯·伍德执导的关于她的传记电影《比奥莱塔去往天堂》上映。塞万提斯奖得主尼卡诺尔·帕拉是她的哥哥。